# Matemática simbólica
Matemática simbólica, diz respeito ao uso de computadores para manipular equações matemáticas e expressões em forma simbólica, em oposição à mera manipulação de aproximações a quantidades numéricas específicas representadas por aqueles símbolos. Um tal sistema pode ser usado para integração ou diferenciação, substituição de uma expressão numa outra, simplificação de uma expressão, etc.
Tem uso no teste de software sobo título de "execução simbólica", onde pode ser usada para analisar se e quando erros no código podem ocorrer. Pode ser usada para prever o que certas partes do código fazem a inputs e outputs especificados. 
Há vários softwares no mercado para matemática simbólica, normalmente chamados de sistemas de álgebra computacional.